# Wierchy Polskie 100
Wierchy Polskie 100 - kompleks zlotów i pieszych rajdów górskich, objętych wspólnym programem i hasłem, zorganizowany przez Zarząd Główny PTTK w 1973 z okazji 100-lecia powołania do życia Polskiego Towarzystwa Tatrzańskiego - pierwszej polskiej organizacji zrzeszającej turystów.
Impreza był czołowym projektem obchodów roku jubileuszowego (drukowano też okolicznościowe wydawnictwa, przyznawano medale, odznaki, itp.). Zloty odbyły się w jedenastu rejonach polskich gór, a ich zakończenie nastąpiło równocześnie - 23 czerwca 1973 (słowiańska Noc Kupały). Na szlaki wyszły grupy turystów od Lubania Śląskiego na zachodzie, po Bieszczady na wschodzie i Góry Świętokrzyskie na północy. Podczas rajdów odwiedzano zabytki, pomniki, miejsca związane z II wojną światową i walkami partyzanckimi. 23 czerwca rajdy zakończono rozpaleniem wielkich ognisk w jedenastu punktach polskich gór: w Lubaniu Śląskim, na Biskupiej Kopie, w Ustroniu, Zwardoniu, Bystrej, Milówce, Korbielowie, Zawoi, Zakopanem, Wetlinie i na Kamieniu w Górach Świętokrzyskich.